# Ziemia poza prawem
Ziemia poza prawem (ang. No Man’s Land) – dramat kryminalny produkcji amerykańskiej z 1987 roku  w reż. Petera Wernera. 

## Opis fabuły
Kiedy jeden z funkcjonariuszy policji zajmujących się sprawą kradzieży luksusowych aut marki Porsche zostaje zastrzelony, jego przyjaciel por. Bracey mając podejrzenia co do sprawców lecz nie posiadając przeciwko nim dowodów, umieszcza w ich grupie jako informatora młodego policjanta i zarazem świetnego mechanika samochodowego "Benjy" Taylora. "Benjy" jako doskonały fachowiec szybko zyskuje sobie uznanie w gangu, a zwłaszcza ich szefa Teda Varricka. Ci dwaj młodzi ludzie szybko przypadają sobie nawzajem do gustu – "Benjy'emu" imponuje bogactwo i obycie Teda, a Ted jest pod wrażeniem dużej wiedzy "Benjy'ego" o samochodach i umiejętności ich prowadzenia. Nie bez znaczenia w ich dobrych stosunkach pozostaje fakt, że Ted ma piękną siostrę Ann w której szybko i z wzajemnością zakochuje się "Benjy". Obydwaj mężczyźni z powodzeniem zaczynają kraść Porsche z ulic Los Angeles. Jest to jednak na tyle lukratywny interes, że szybko wchodzą w konflikt z konkurencyjną grupą bezwzględnych złodziei Franka Martina, którzy nie wahają się użyć przeciwko nim broni. Kiedy Ted i "Benjy" coraz bardziej rozwijają swoją działalność, ludzie Franka zabijają Malcolma – szefa garażu-"dziupli" w którym grupa "legalizowała" kradzione wozy. W odwecie Ted zabija Franka. Dzięki swojemu informatorowi w policji Loosowi dowiaduje się również, że "Benjy" to policyjna "wtyczka". Pomimo to nic nie robi – "Benjy" jest dla niego przede wszystkim przyjacielem i w chwili gdy staje on w obliczu zagrożenia życia ze strony Loosa, zabija policjanta ratując "Benjy'ego". "Benjy" jest w rozterce, szanuje Teda i jego przyjaźń wiele dla niego znaczy. Udaje się do Bracey'a i odmawia dalszej współpracy przeciwko Tedowi. Porucznik doradza mu spokój i poleca przyjść następnego dnia. Jednak kiedy nazajutrz "Benjy" zjawia się w jego domu, odkrywa, że Bracey został zamordowany. Zabójcą jest Ted, który przygotowuje się do ucieczki z miasta. "Benjy" dzwoni do niego i umawia się na kolejny rajd po mieście celem kradzieży samochodów. Jednak tym razem dochodzi pomiędzy nimi do poważnej rozmowy, podczas której obydwaj mężczyźni uświadamiają sobie, że ich przyjaźń już się skończyła. "Benjy" chce aresztować Teda, jednak ten nie chcąc iść do więzienia, sięga po broń. Dochodzi do wymiany ognia, podczas której "Benjy" zostaje ranny a Ted ginie od kul "Benjy'ego".

## Obsada aktorska
- D.B. Sweeney – "Benjy" Taylor
- Charlie Sheen – Ted Varrick
- Lara Harris – Ann Varrick
- Randy Quaid – por. Vincent Bracey
- Bill Duke – Malcolm
- R.D. Call – Frank Martin
- Arlen Dean Snyder – por. Loos
- M. Emmet Walsh – kpt. Haun
- Al Shannon – Danny
- Bernie Pock – Ridley
- Kenny Endoso – Leon
- James F. Kelly – Brandon
- Lori Butler – Suzanne
- Clare Wren – Deborah
- George Dzundza – wujek Mike

i inni. 
Podczas kręcenia finałowej sceny strzelaniny pomiędzy Tedem a "Benjym" Charlie Sheen doznał rany twarzy i czasowej utraty słuchu w jednym uchu. 